# ワスカル (装甲艦)
| アンガモスの海戦後の「ワスカル」を描いたもの | |
| 艦歴                                         | |
| 発注:                                        | レアード・ブラザース社バーケンヘッド造船所                                                                           |
| 起工:                                        | 1864年8月4日 |
| 進水:                                        | 1865年10月7日 |
| 就役:                                        | 1866年11月8日 |
| 退役:                                        | 1879年10月8日にチリ海軍に鹵獲編入。                                                                                  |
| その後:                                      | 1897年に退役。 1917年から1930年に潜水母艦に使用。 1934年に記念艦として再就役。                                       |
| 除籍:                                        | 2009年現在も記念艦として在籍。                                                                                       |
| 性能諸元                                     | |
| 排水量:                                      | 常備：1,199トン （1,180英トン） 満載：2,030トン                                                                      |
| 全長:                                        | 66.9m |
| 水線長:                                      | 57.91m |
| 全幅:                                        | 10.9m |
| 吃水:                                        | 5.7m |
| 機関:                                        | 型式不明石炭専焼円缶6基 +形式不明レシプロ機関1基1軸推進                                                              |
| 最大出力:                                    | 1,500hp |
| 最大速力:                                    | 12ノット |
| 航続距離:                                    | 10ノット/1,800海里                                                                                                   |
| 燃料:                                        | 石炭：100トン（常備）、200トン（満載）                                                                               |
| 乗員:                                        | 170名 |
| 兵装:                                        | アームストロング10インチ（254mm）連装砲塔1基 アームストロング120mm単装砲2基 12ポンドカノン砲1基 ガトリング砲1基 衝角 |
| 装甲:                                        | 舷側装甲：64〜114mm 甲板：51mm 主砲塔：140mm                                                                         |

ワスカル（Huáscar。ウアスカル）は、ペルー海軍の装甲艦。太平洋戦争でチリ海軍が鹵獲して編入し、現在も記念艦として保存している。

## 建造
1864年にペルーが、イギリスのレアード・ブラザース（Laird Brothers、現在のキャメル・レアード(Cammell Laird)）社に発注してバーケンヘッド造船所で建造された装甲艦である。この時代のペルーはコロンビアの南部とボリビアとチリ北部を領有する大国であった。当時、ペルーを含む南米諸国とスペインの間ではチンチャ諸島戦争が勃発し、海軍力増強の必要があった。
装甲艦のうち、本格的な帆走設備と砲塔を有する、砲塔艦（Turret ship）と呼ばれる形式のものである。もっとも、しばしばモニター艦にも分類され、ペルー海軍の公式サイトでもMonitorと表記されている。
1865年10月に進水、翌月に就役した。艦名はインカ帝国皇帝ワスカルにちなみ、ペルー海軍の同名艦としては2代目である。

## 艦形
帆装はブリガンティン式である。船体形状は排水量に比較して凌波性を良くするために艦首のみ乾舷が高められた短船首楼板型船体を採用している。航行には帆と蒸気機関が使用されたが、後に帆走設備は撤去された。砲塔はコールズ式砲塔1基を船体中央付近に装備していた。
水面下に衝角の付く艦首船首楼のすぐ後ろに1番マストが立ち、そこから甲板一段分下がった中央部甲板上に円筒形の主砲塔が1基が配置され、その中に「アームストロング 25.4cm（14口径）滑腔砲」を連装砲架で2門を収めた。主砲塔の背後から幅の狭い上部構造物が設けられ、両脇に船橋（ブリッジ）を持つ露天艦橋の背後に1本煙突が立ち、その周囲には煙管型の通風筒が立ち並び、煙突の後方から上部構造物が設けられた。
そこは艦載艇置き場となっており、2本1組のボート・ダビットが片舷2組と艦尾に1組の計5組で運用された。その後ろに2番マストが立つ。
| 「ワスカル」の主砲塔と装甲配置図 |  | 「ワスカル」の艦首部 |  | 「ワスカル」の模型。主砲塔の射界を得るために船首楼が極端に短くされたため、航海時は舷板が立てられた。戦闘時には舷板は減板を下方に倒して主砲を使用した。 |
| 「ワスカル」の主砲塔と装甲配置図 |  | 「ワスカル」の艦首部 |  | 「ワスカル」の模型。主砲塔の射界を得るために船首楼が極端に短くされたため、航海時は舷板が立てられた。戦闘時には舷板は減板を下方に倒して主砲を使用した。 |

## 武装
ワスカルの主砲には「1861年型 300ポンド 25.4cm（14口径）前装填式滑腔砲」（RML 10 inch 18 ton gun）を採用した。その性能は重量185.97kgの砲弾を、最大仰角で5,500mまで届かせられる性能であった。
主砲身の俯仰・砲塔の旋回・砲弾の揚弾・装填は人力を必要とした。発射速度は5分に1発であった。
楔形の単装砲塔に2基が配置された。砲架の俯仰能力は仰角20度・俯角5度である。旋回角度は左右150度の旋回角度を持つ、補助に
主砲塔の形式は前述通りにイギリス海軍の装甲艦に広く用いられたコールズ式砲塔である。構造を表すと、砲塔の基部は甲板部よりも掘り下げられた位置にあり、砲塔は半ば埋没した形ではめ込まれている。砲塔の台座は独楽のように中心部に刺さった軸を中心として旋回する物で、台座の側面に付けられた刻み目が歯車の役割を果たし、人力の旋回ギアで駆動する仕組みとなっていた。このため、揚弾機構は砲塔の下に配置できず、船体下部の弾薬庫から砲塔の側面まで砲弾を引き上げてから、台座の下を砲弾を運ぶ必要があった。砲室内に運ばれた砲弾は、砲室の上部から滑車で吊り下げられて砲口まで移動されて装填作業を行った。
他に近接火器として「1859年型 40ポンド：12cm（-口径）後装式ライフル砲を単装砲架で2基を艦尾に搭載した。
| 「ワスカル」にも搭載された300ポンド砲。写真は装甲艦「スルタン」のもの。 |  | 復元後の「ワスカル」の主砲塔 |  | 「ワスカル」にも搭載された40ポンド砲。写真は装甲艦「ウォーリア」のもの。 |
| 「ワスカル」にも搭載された300ポンド砲。写真は装甲艦「スルタン」のもの。 |  | 復元後の「ワスカル」の主砲塔 |  | 「ワスカル」にも搭載された40ポンド砲。写真は装甲艦「ウォーリア」のもの。 |

## 艦歴

### チンチャ諸島戦争

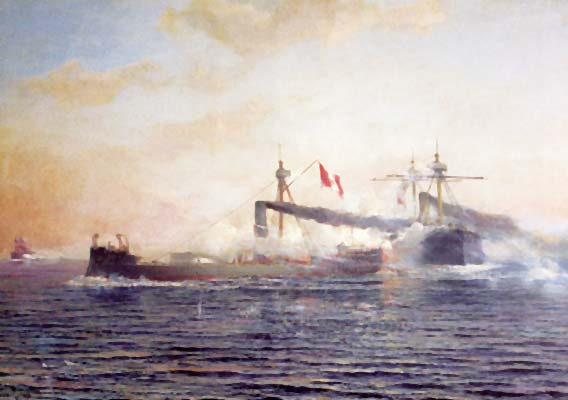
アンガモス海戦時の「ワスカル」(中央)

1865年9月にチリはスペインに宣戦布告し、チリと同盟を結んだペルーも再び戦争に加わる。その報がイギリスに伝わる前、1866年1月17日に「ワスカル」はバーケンヘッドから出航。途中で装甲艦「インデペンデンシア」と合流したが、2隻は衝突事故を起こしフンシャルで修理を行った。その後も「ワスカル」のプロペラの羽根が一つ失われるということがあったが、「ワスカル」はスペイン船2隻、「インデペンデンシア」は1隻を拿捕した。アンクドで「ワスカル」はペルー・チリ艦隊に加わり、それから6月15日にバルパライソに経てカヤオに向かったが、到着は戦争終結後であった。
1868年2月に新艦長としてミゲル・グラウが着任した。彼は1876年までの長期間に渡ってその地位にあり、この間の経験が後の南米の太平洋戦争で役立つことになった。

### 「ワスカル」事件
1877年5月6日、「ワスカル」はカヤオでNicolás de Piérolaの支持者に乗っ取られた。「ワスカル」はPiérolaを拾うべくチリへ向かい、その途中、成功しなかったもののパシフィック汽船会社の船「Santa Rosa」と「John Elder」に対しペルー政府の郵便物を引き渡させようとした。5月12日、Pisaguaの港を占領。そこでイギリス商人から石炭69トンを徴発した。それに対する支払いはなされなかった。5月14日、「ワスカル」はパシフィック汽船会社の汽船「Colombia」から郵便物を押収し、またペルー軍人2名を拘束した。こういった行為はイギリス海軍艦艇の介入を招くことになる。また、ペルー海軍も装甲艦「インデペンデンシア」艦長Mooreを指揮官とする「ワスカル」奪還部隊を編成した。「ワスカル」は5月16日にCalderaに到着。それからCobijaへ向かい、そこでPiérolaと合流した。
5月28日、「ワスカル」はPisaguaを襲撃した。同日、「ワスカル」の目撃情報を得て出撃してきた「インデペンデンシア」にPunta Pichalo沖で捕捉され、同艦および「Union」、「ピルコマヨ」との戦闘となったが、暗くなると戦闘は終わり、「ワスカル」は逃走した。この戦闘で「ワスカル」は「インデペンデンシア」に10インチ砲弾1発を命中させている。
5月29日、Ilo付近で「ワスカル」は今度はイギリスのフリゲート「Shah」、コルベット「Amethyst」に捕捉され、イギリス側の「ワスカル」引き渡し要求を「ワスカル」側は拒否し戦闘となった。戦闘中、「Shah」はホワイトヘッド魚雷1発を発射したが外れた。これは実戦で初めてホワイトヘッド魚雷が使用された事例である。戦闘は夜になると終了した。この戦闘で「ワスカル」は少なくとも50発は被弾したのは確かだろうが、装甲を貫通したのは1発のみであった。人的被害は死者1名、負傷者５名であった。
その後「ワスカル」はイキケへ向かい、Mooreに対して共にイギリスと戦うよう求めたが、結局Piérolaのみ拘留し他の者の法的責任は問わないという条件で5月31日に「ワスカル」は引き渡された。この条件は守られず、大統領プラドは全員の拘束を命じたが、その決定は非常に不評であり、結局全員赦免された。

### 太平洋戦争

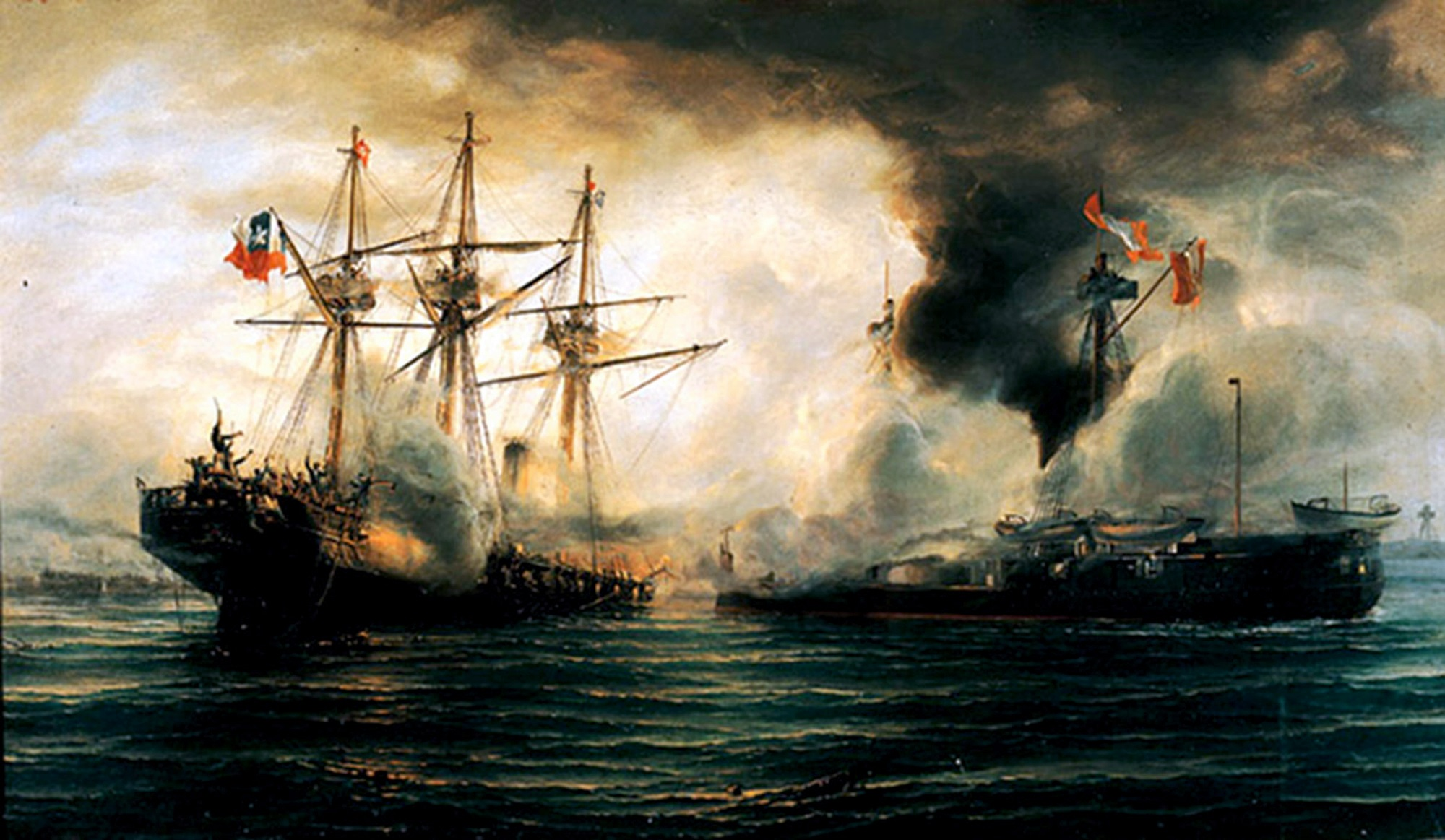
イキケの海戦の絵画。右が「ワスカル」。(画:トーマス・ソマスケールズ)

1879年、ペルー・ボリビア対チリの太平洋戦争が勃発する。1879年5月、ペルーは兵員をアリカへ送り、大統領プラードもともにアリカへ向かった。「ワスカル」と「インデペンデンシア」はその輸送船を護衛して5月16日にカヤオを出発し、5月20日にアリカに到着した。到着後、イキケを封鎖していたチリ海軍主力が不在となっており、残っているのは旧式の「エスメラルダ」と「コバドンガ」のみであることを知ると、プラードは「ワスカル」と「インデペンデンシア」にその攻撃を命令。そうしてイキケの海戦が生起する。
5月21日朝、2隻はイキケに到着した。「ワスカル」が「エスメラルダ」と交戦し、「インデペンデンシア」は「Covadonga」と交戦。ペルー側の砲撃は正確さを欠くも、「ワスカル」は3度「エスメラルダ」に体当たりを行い沈めた。体当たりによって「ワスカル」は艦首を損傷し浸水があったほか、前檣が大きな被害を受けた。また、敵弾が1発砲塔内に飛び込んだものの、その砲弾は爆発するものではなく、また負傷者は出なかった。人的被害は死者1名負傷者7名であった。「ワスカル」が「エスメラルダ」を沈める一方、南へ向かった「コバドンガ」を追撃した「インデペンデンシア」は座礁。「ワスカル」がその場に到着すると「コバドンガ」はアントファガスタへ向かい、「ワスカル」はそれを追跡するも追いつけなかった。
「ワスカル」はイキケに戻った後、再び南へ向かう。5月25日、チリの輸送船「Itata」を4時間にわたって追跡するも捕捉できなかった。また、捕えた小型帆船「Recuperado」（元はペルーの船）は、それに割く人員がなかったことから処分した。それから「ワスカル」はMejillonesへ向かい、そこで艀や帆船「Clorinda」を破壊した。5月26日、アントファガスタへ向かった「ワスカル」はチリ輸送船「Rímac」を発見し追跡するも捕捉できず、次いで再び「Itata」を追うが、これも逃した。続いてアントファガスタで砲台や「Covadonga」と交戦し、大口径弾1発を受けるが被害は軽微であった。翌日、「ワスカル」はアントファガスタとバルパライソを結ぶ海底ケーブルを切断した。5月28日、「ワスカル」はCobijaで小型帆船6隻を破壊。それから帆船「Coqueta」と「Emilia」を拿捕し、カヤオへ送った。イキケに戻った後、Iloへ給炭に向かう途中の5月30日にチリの輸送船「Matías Cousiño」と遭遇し追跡するも、結局断念。給炭後、「ワスカル」はPisaguaへ向かい、そこでチリのコルベット「O’Higgins」と「チャカブコ」の捜索を命じられた。この2隻はカヤオ攻撃に向かったチリ海軍部隊の一部で、帰路帆走しており、情報によればまだ洋上にあるとのことであった。6月3日夕刻、「ワスカル」は2隻の船を発見。しかし、翌朝それはチリ装甲艦「ブランコ・エンカラダ」と砲艦「マガジャネス」であることが判明する。チリ艦による追跡は18時間に及んだが、「ワスカル」は日没まで逃げ切った。6月7日、「ワスカル」はカヤオに帰投。修理が行われ、その際に損傷していた前檣は撤去された。また、艦長のミゲル・グラウは少将に昇進した。
修理を終えた「ワスカル」は7月6日に輸送船「Chalaco」とともに出航し、7月9日にアリカに到着。そこでイキケを封鎖しているチリ艦艇攻撃を命じられ、7月10日未明にイキケに着いた。「ワスカル」は同地にあった「Matías Cousiño」を降伏させるも、警告射撃が「マガジャネス」を呼び寄せることになり、それと交戦。7インチ115ポンド砲弾1発を受けて被害が生じたとも、2発被弾したが「マガジャネス」は水雷攻撃を警戒して対小型艇用にぶどう弾を装填していたため被害はなかったとももいう。「マガジャネス」に続いて「アルミランテ・コクレーン」が現れると「ワスカル」は撤退した。
7月16日、イキケを封鎖していたチリ艦艇はペルー側から水雷攻撃を受けた、もしくはそのような攻撃が行われようとしているとして町を砲撃。それに激怒したプラードはミゲル・グラウにアントファガスタ攻撃を命じた。「ワスカル」はコルベット「Unión」とともに出撃してアントファガスタへ向かったが、そこにチリ艦艇がいたため攻撃せず、さらに南下して各地を襲撃。チャニャラルでは石炭を積んだ「Adelaida Rojas」と鉱石運搬船「Saucy Jack」を拿捕し、他に銅を積んだ「Adriana Lucía」も拿捕した。続いて「ワスカル」と「Unión」は中立国船から得た情報を基に、兵員輸送中であったチリ輸送船「Rímac」を7月23日に捕えた。7月25日、「ワスカル」と「Unión」は「Rímac」とともにアリカに戻った。
8月1日、「ワスカル」は「アルミランテ・コクレーン」が自力航行不能となりCalderaへ曳航されたとの情報によりそこへ向かう。しかしそこには汽船「Lamar」しかおらず、「アルミランテ・コクレーン」を求めてコキンボへ向かうが、嵐に遭遇しCalderaへ戻った。「ワスカル」は「Lamar」を攻撃しようとしたができなず、Tantalへ向かったところで「ブランコ・エンカラダ」、「Itata」と遭遇。追跡されるも振り切り、イキケなどを経て8月10日にアリカに帰投した。
8月下旬、ミゲル・グラウは再びチリ装甲艦を攻撃すべく出撃する。この時はイキケでレイ魚雷を積み、8月27日夜にアントファガスタに到着した。しかしその時目標とする装甲艦はいなかった。「ワスカル」はコルベット「アブタオ」に対して魚雷を発射したが、魚雷が「ワスカル」の方に戻って来るという事態が発生。しかし、ある者が海に飛び込んで魚雷の向きを変えたことで難を逃れた。その後「ワスカル」はイキケへ戻ると魚雷を陸揚げし、それから再びアントファガスタに現れた。この時は「アブタオ」、「マガジャネス」、砲台と交戦。「Abtao」に2発命中弾を与え、1発被弾して死者1名負傷者1名を出した。次いで「ワスカル」はTaltal、Tocopilla、Mejillonesを襲撃し、8月31日にアリカに帰投。それから輸送船「Chalaco」をイキケまで護衛し、9月2日にアリカに戻った。なお、この間の行動について、8月22日にアリカを出撃して3日後にアントファガスタに到着し魚雷攻撃実施、それから8月26日にTaltal攻撃、8月28日に2度目のアントファガスタ攻撃を行い、Mejillones、Cobija、Tocopillaを襲って8月31日にアリカに帰投とするものもある。
9月30日、「ワスカル」は「Unión」とともに増援部隊を運ぶ「Rímac」を護衛してアリカより出航。護衛完了後、「ワスカル」と「Unión」はさらに南へ向かい、10月4日にチリ帆船「Coquimbo」を拿捕した。その後、Tongoyに達したところで天候悪化によりミゲル・グラウは引き返すことにした。
10月8日未明、「ワスカル」と「Unión」はチリの「ブランコ・エンカラダ」、「コバドンガ」、「Matías Cousiño」と遭遇。「ワスカル」と「Unión」は南西へと逃げ、チリ側との距離が開くと針路を北へと戻したが、今度は北西にチリの別部隊（「アルミランテ・コクレーン」、「O'Higgins」、「Loa」）が出現した。こうしてアンガモスの海戦が生起する。「ワスカル」は「Unión」を分離し、「アルミランテ・コクレーン」に対して砲撃を開始。命中弾を与えるも効果は乏しく、それから体当たりを試みるも回避された。「ワスカル」では司令塔への被弾でミゲル・グラウが戦死した。それから戦闘には「ブランコ・エンカラダ」も加わる。最終的に、逃走できる見込みもなくなった「ワスカル」ではキングストン弁を開いて自沈させることが決定された。しかしチリ側よって自沈は阻止され、「ワスカル」はMejillonesでの応急修理後、10月20日にバルパライソに到着。修理され、チリ艦隊に加わることになる。
1880年2月下旬、「ワスカル」はアリカ封鎖部隊に加わる。2月26日、「ワスカル」は砲艦「マガジャネス」とともに砲台と交戦し、3度被弾した。2月27日、「ワスカル」はアリカを出発した列車を止めるべく接近し、砲台からの砲撃で被弾して死傷者を出した。続いて「ワスカル」は向かってきたペルーのモニター「マンコ・カパック」と交戦。被弾して艦長Manuel Thomsonが戦死し、また壊れた前檣によって砲塔が動かなくなった「ワスカル」は退いた。2月29日、「ワスカル」は「Angamos」とともにペルー軍陣地を攻撃した。3月16日から17日の夜にペルーのコルベット「Unión」が封鎖を抜けてアリカに到着すると、「ワスカル」などは攻撃を行ったが、「Unión」には逃げられた。
4月22日と5月10日、カヤオ砲撃に参加した。5月25日未明の戦闘でチリ水雷艇「Janequeo」が沈没。2日後、「ワスカル」はその場所を特定に来たチリのランチ2隻を追い払い、次いで砲台と交戦した。5月29日から30日の夜に「Janequeo」の爆破作業が行われたが、それに対してペルーのランチ3隻が出てきたため、「ピルコマヨ」が支援に向かい、埠頭などに対する攻撃を開始。その後「ワスカル」他も攻撃に加わった。10月、254mm砲が不調をきたしたためアームストロング203mm後装砲に換装された。12月11日にペルーのモニター「アタワルパ」が出撃してきた際には「ワスカル」も戦闘に加わっている。
1881年1月、チリ軍はリマに迫る。1月15日に開始された第2防衛線に対する攻撃の際、「ワスカル」は他艦と共に支援を行った。1月16日、リマは降伏した。
1885年から1887年まで改装工事を受けた。汽缶やスクリューの換装など大規模なもので、砲塔の動力化も行われた。

### 内戦
1891年1月の内戦発生時、「ワスカル」はバルパライソ湾にあったが機関の整備中で就役状態にはなく、議会派側は「ワスカル」を確保すると湾の北東部へ曳航していき、そこで機関を使用可能な状態にして艦隊に加えた。
1月23日、「ワスカル」と「Amazonas」はTal-Talを確保。その後はPisaguaの封鎖を行っている。2月19日のイキケでの戦闘の際は「ワスカル」も砲撃を行った。5月19日、水雷砲艦「アルミランテ・コンデル」と「アルミランテ・リンチ」および「Imperial」がイキケ沖に現れ攻撃を行うと「ワスカル」と「アブタオ」が追跡したが逃げられた。8月、バルパライソの北に上陸した議会派側の軍はバルパライソを攻略したが、その際「ワスカル」はイキケの守備に残された。

### その後
1897年に機関部で爆発事故が発生し、一旦は除籍となった。1905年に砲艦としての再生工事が検討されたが実施されず、その後、1917年から1930年までH級潜水艦部隊の係留母艦任務に使われた。
| 1903年に撮られた「ワスカル」 |  | 1917年に撮影された潜水母艦時代の「ワスカル」。右舷側にH級潜水艦が停泊している。 |  | 1920年代に撮られた「ワスカル」。 |
| 1903年に撮られた「ワスカル」 |  | 1917年に撮影された潜水母艦時代の「ワスカル」。右舷側にH級潜水艦が停泊している。 |  | 1920年代に撮られた「ワスカル」。 |

1930年代に修復工事が行われ、1934年に記念艦として現役復帰した。1951年から1952年にかけて、1878年時点の状態への復元工事が行われた。1971年から1972年にもドック入りしての大規模な整備が行われ、船体の全面改修や機関の再生産品との換装がされた。その後もタルカワノ（Talcahuano）に係留展示されている。

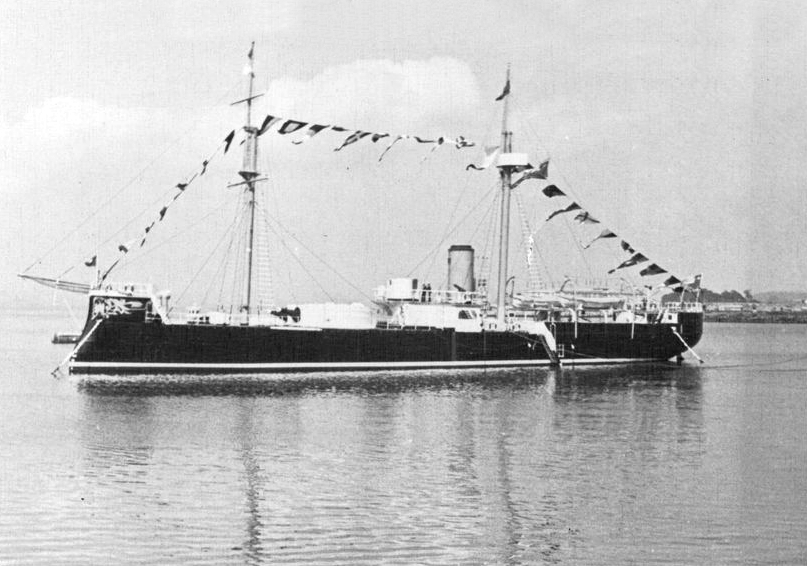
記念艦となったワスカル（1975年撮影）。
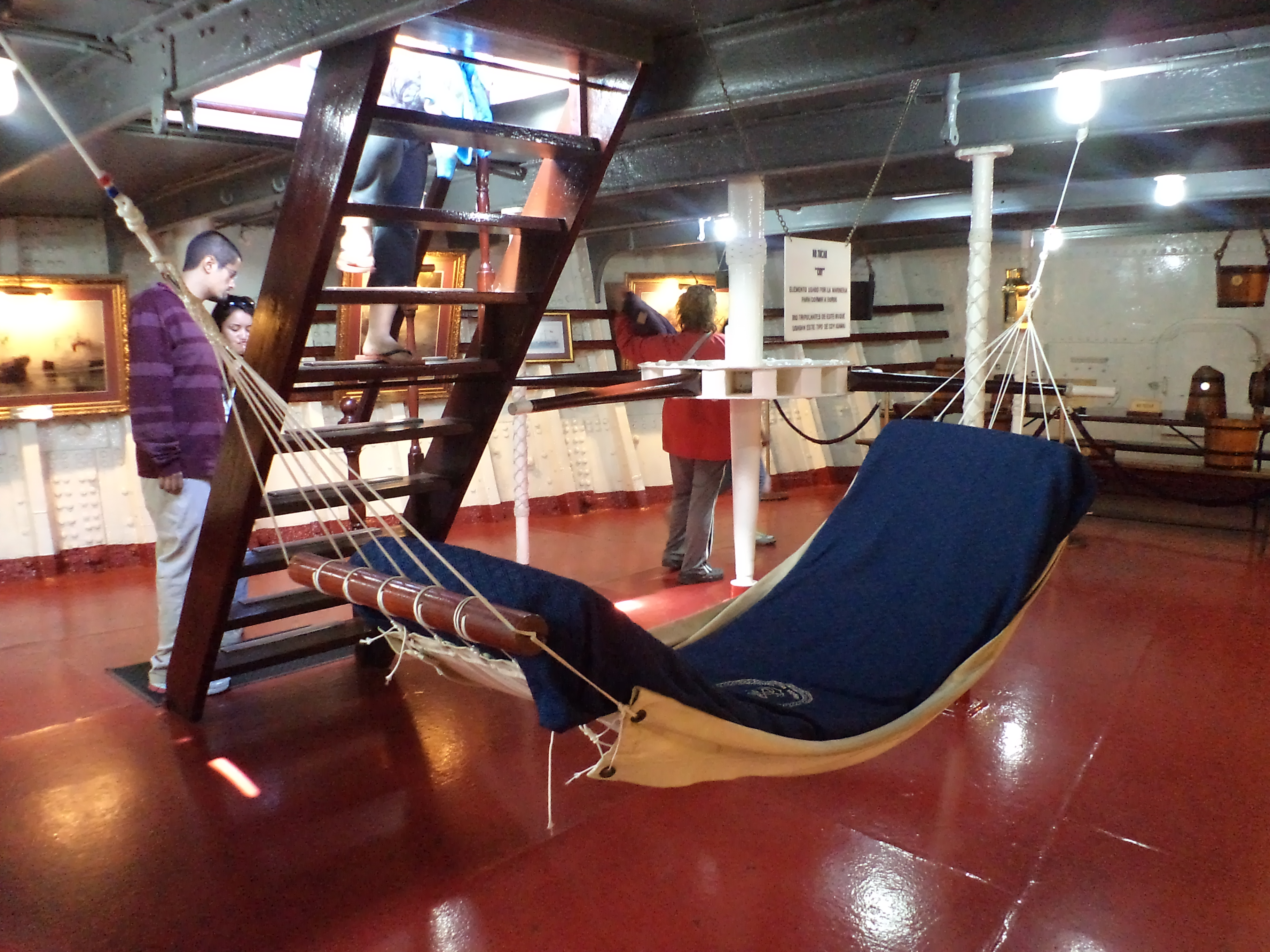
船内のハンモック
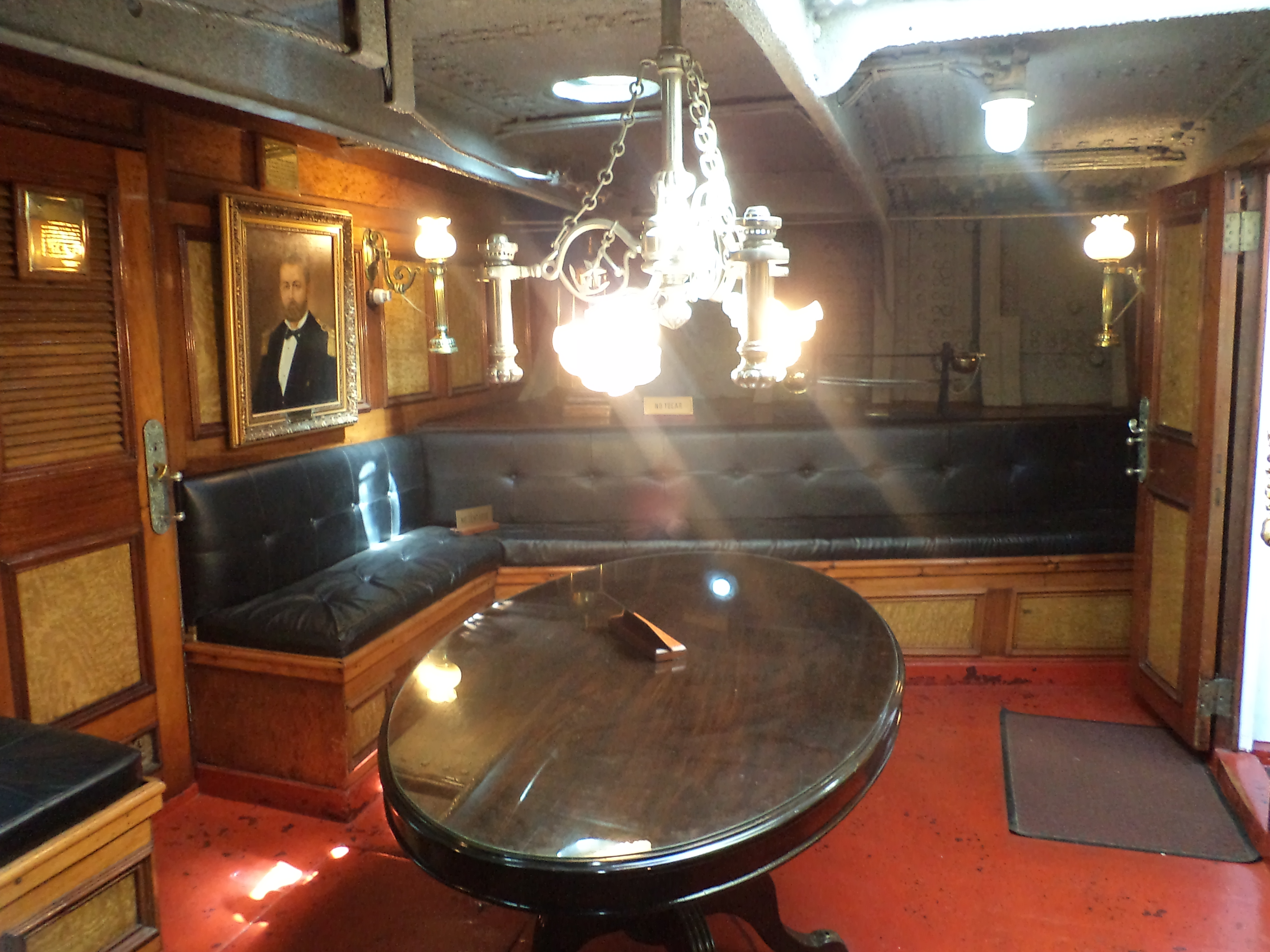
船内ホール
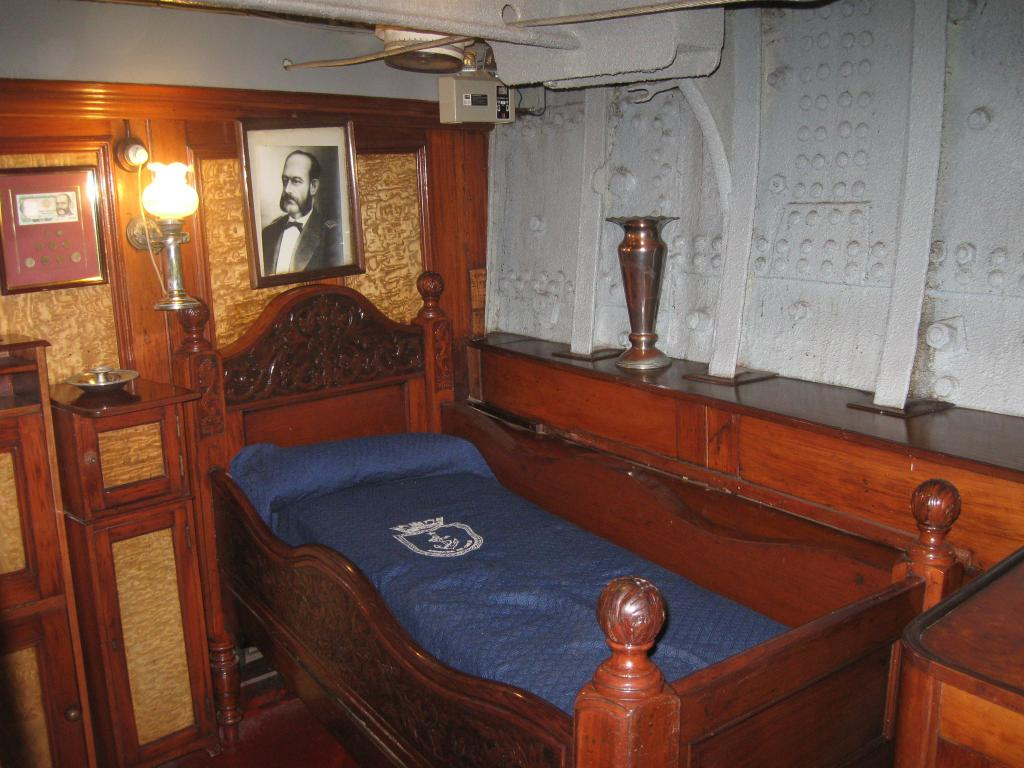
船長室
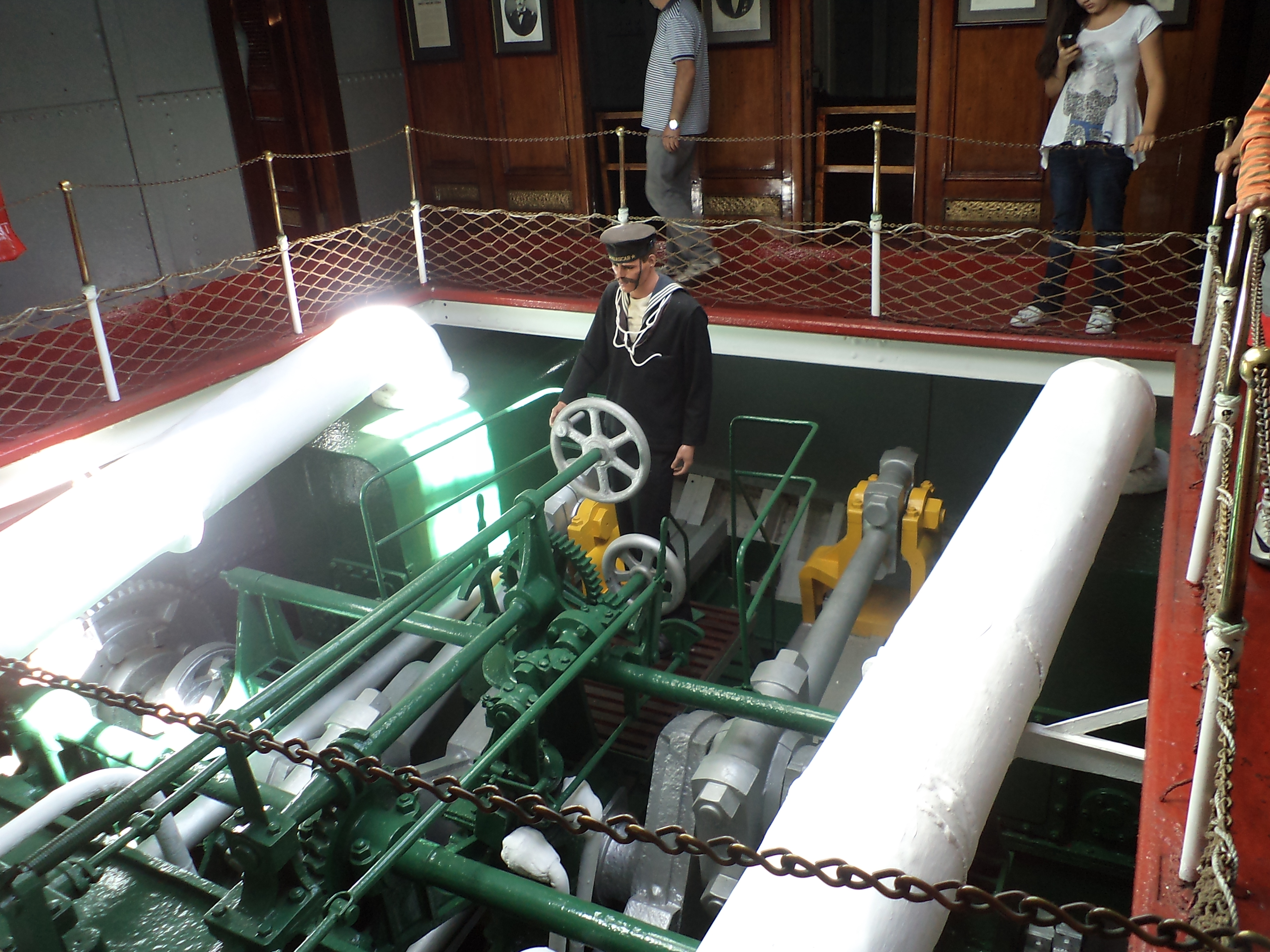
機関室
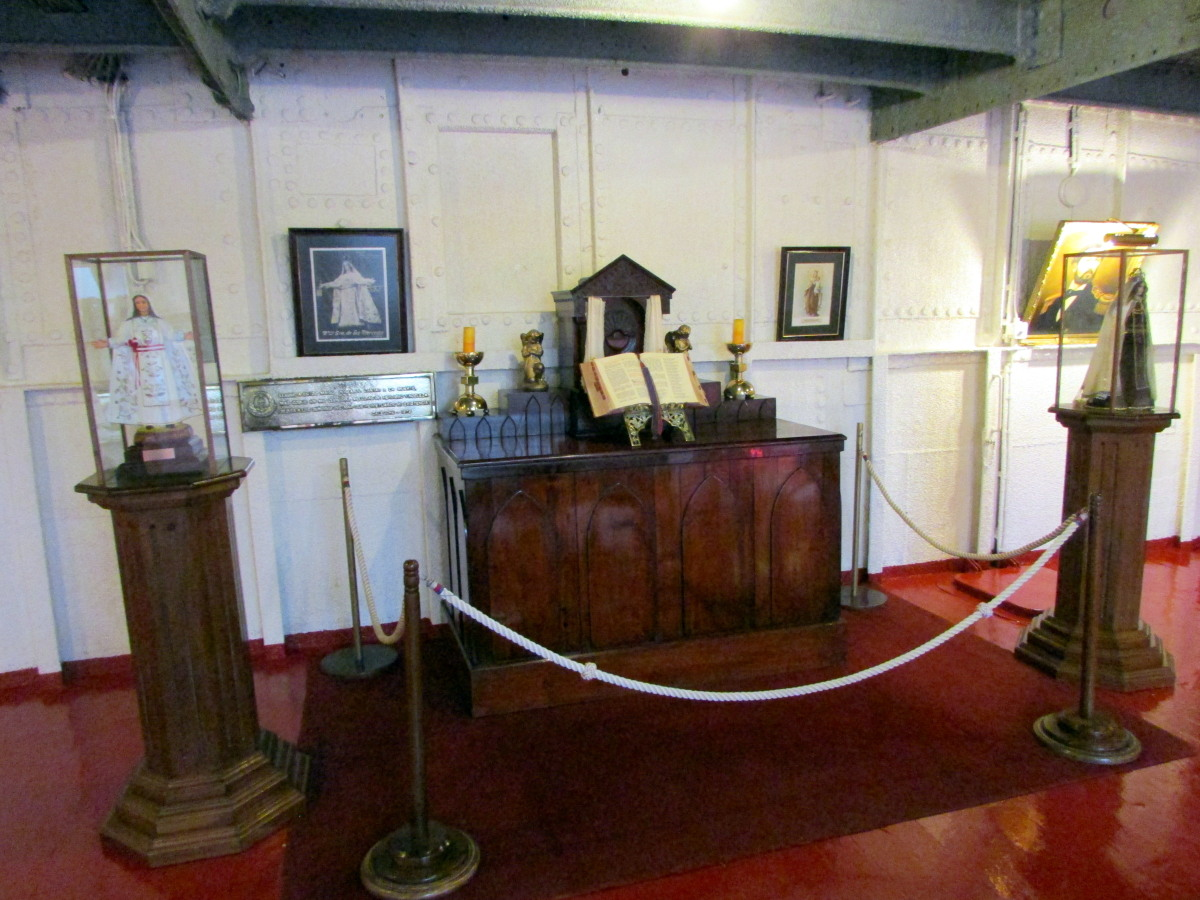
船内の礼拝堂
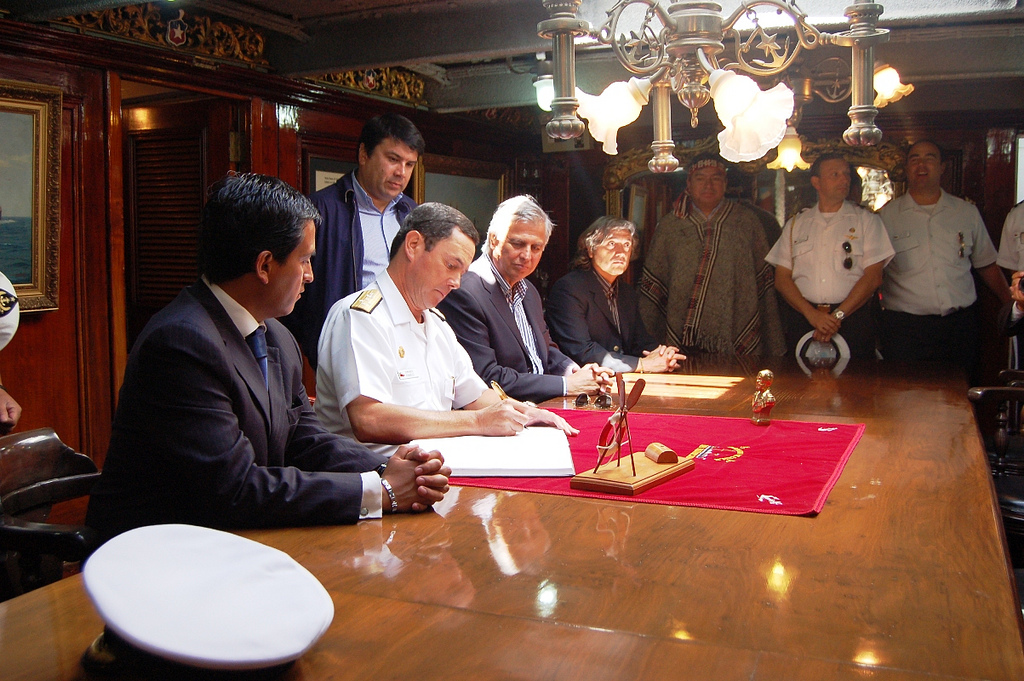
2010年の地震後に修理が完了し、記念艦活動再開時の式典の様子
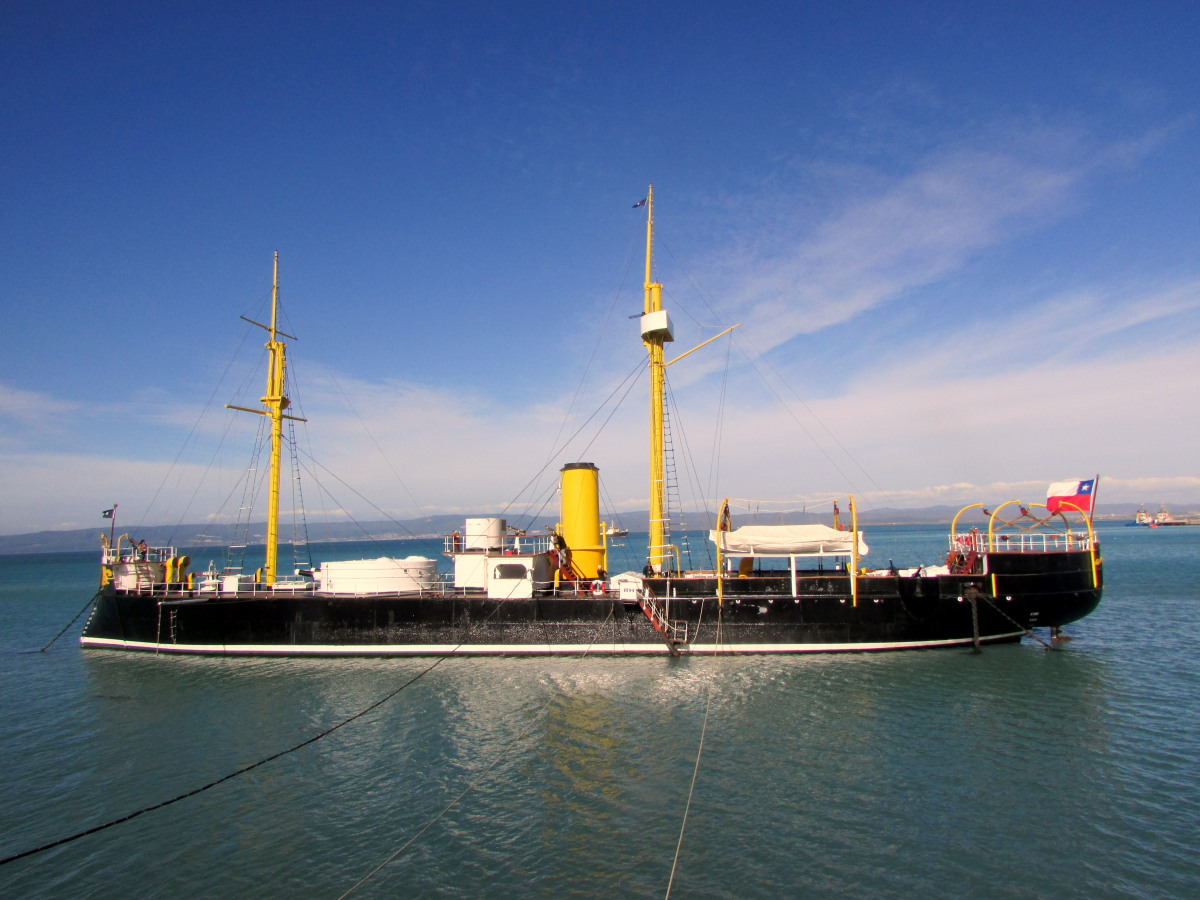
記念艦となったワスカル（2014年撮影）。

## 参考図書
- 「世界の艦船 増刊第30集　イギリス戦艦史」（海人社）
- 「Conway All The World's Fightingships 1860-1905」（Conway）
- 「Conway All The World's Fightingships 1906–1921」（Conway）